# Ноа Сентинео
Ноа Грегори Сентинео (енгл. Noah Gregory Centineo; Бока Ратон, 9. мај 1996) амерички је глумац. Каријеру је започео на телевизији, а истакао се улогом Хесуса Адама Фостера у последње три сезоне серије Фостери (2015—2019). Већи успех остварује у Netflix романтичним комедијама, као што су Момцима које сам волела (2018), Сијера Берџес је губитница (2018) и Савршени састанак (2019). Године 2022. глумио је Атомског Разбијача у суперхеројском филму Црни Адам и Овена Хендрикса у шпијунској серији Регрут.

## Биографија
Рођен је и одрастао у Бока Ратону. Једним делом је Италијан, а другим Холанђанин. Има старију сестру.

## Филмографија

### Филм
| Улоге на филму |                                          |               |                                    |          |
| Година         | Српски назив                             | Изворни назив | Улога                              | Напомена |
| 2009.          |                                          |               | Џош Питерс                         |          |
| 2011.          |                                          |               | Дејвид                             |          |
| 2017.          |                                          |               | Џони Сандерс Млађи                 |          |
| 2017.          |                                          |               | Џејк Робертс                       |          |
| 2018.          | Момцима које сам волела                  |               | Питер Кавински                     |          |
| 2018.          | Сијера Берџес је губитница               |               | Џејми                              |          |
| 2018.          |                                          |               | Ленс Блек                          |          |
| 2019.          | Савршени састанак                        |               | Брукс Ратиген                      |          |
| 2019.          | Чарлијеви анђели                         |               | Лангстоун                          |          |
| 2020.          | Момцима које сам волела: И даље те волим |               | Питер Кавински                     |          |
| 2021.          | Момцима које сам волела: Увек и заувек   |               | Питер Кавински                     |          |
| 2022.          | Црни Адам                                |               | Алберт Ротштајн / Атомски Разбијач |          |
| 2023.          |                                          |               | Дилан                              |          |

### Телевизија
| Улоге на телевизији |                          |               |                   |                            |
| Година              | Српски назив             | Изворни назив | Улога             | Напомена                   |
| 2011—2012.          | Остин и Али              |               | Далас             | споредна улога; 3 епизоде  |
| 2013.               | Марвин Марвин            |               | Блејн Хотман      | епизода: „Дупли састанак”  |
| 2013.               | Играј!                   |               | Монро             | епизода: „”                |
| 2013.               |                          |               | Дечко #2          | епизода: „”                |
| 2014.               |                          |               | Бен Истман        | непродати пилот            |
| 2014.               | Џеси                     |               | Рик Ларкин        | епизода: „”                |
| 2014.               | Тата у бегу              |               | Карсон Касл       | епизода „”                 |
| 2014.               |                          |               | Џош               | епизода: „”                |
| 2014.               | Савршени виртуелни дечко |               | Џејден Старк      | телевизијски филм          |
| 2015—2018.          | Фостери                  |               | Хесус Адам Фостер | главна улога (3—5. сезона) |
| 2017—2018.          |                          |               | Хок Картер        | споредна улога; 20 епизода |
| 2019.               |                          |               | Хесус Адам Фостер | епизода: „”                |
| 2020.               |                          |               | себе              | телевизијски специјал      |
| 2022–2025           | Регрут                   |               | Овен Хендрикс     | главна улога               |